# Liste der Baudenkmäler in Iggensbach

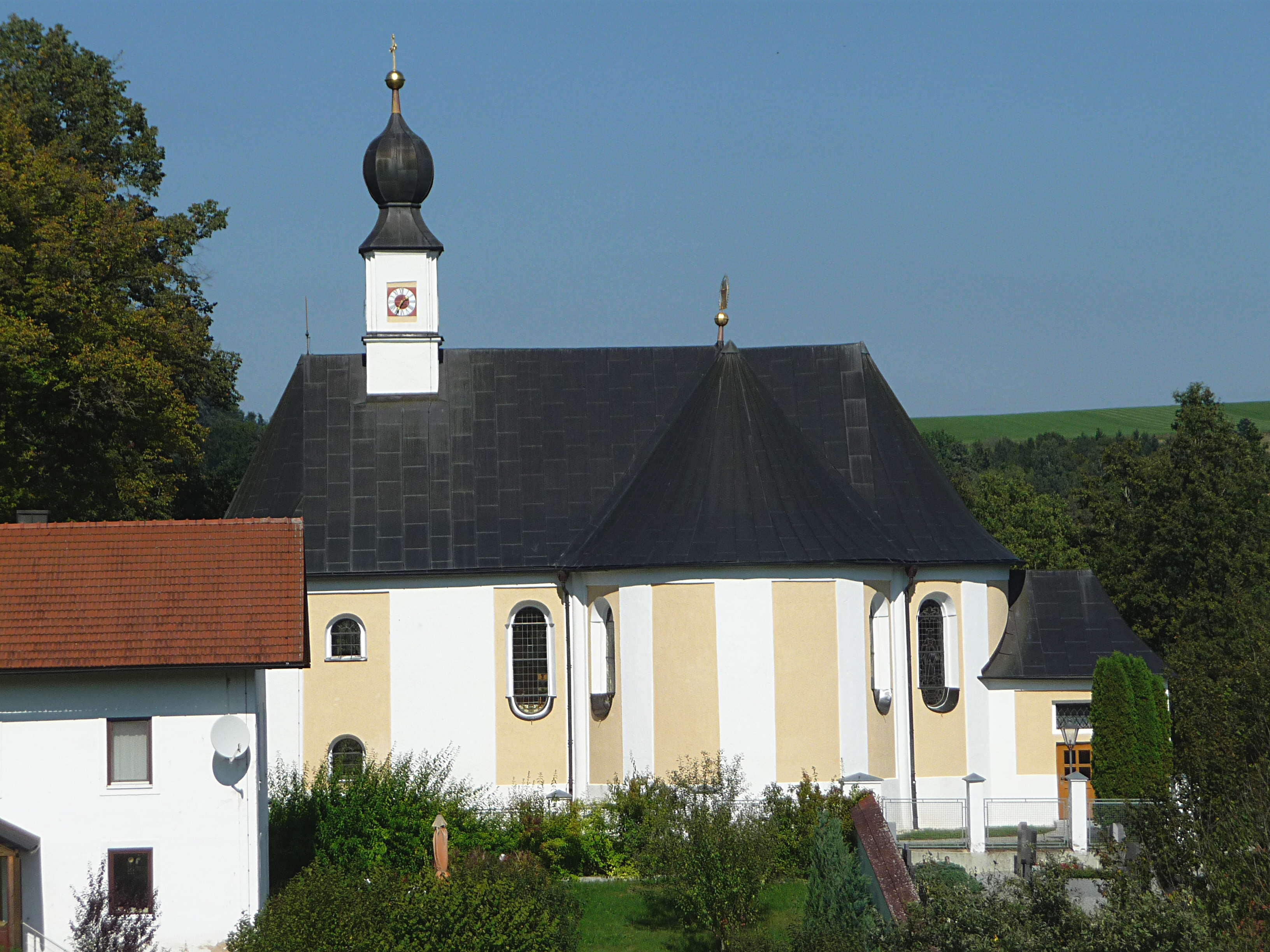
Kirche in Schöllnstein

Auf dieser Seite sind die Baudenkmäler in der niederbayerischen Gemeinde Iggensbach zusammengestellt. Diese Tabelle ist eine Teilliste der Liste der Baudenkmäler in Bayern. Grundlage ist die Bayerische Denkmalliste, die auf Basis des Bayerischen Denkmalschutzgesetzes vom 1. Oktober 1973 erstmals erstellt wurde und seither durch das Bayerische Landesamt für Denkmalpflege geführt wird. Die folgenden Angaben ersetzen nicht die rechtsverbindliche Auskunft der Denkmalschutzbehörde.

## Baudenkmäler nach Ortsteilen

### Iggensbach
| Lage                      | Objekt                              | Beschreibung | Akten-Nr.              | Bild                 |
| ------------------------- | ----------------------------------- | --- | ---------------------- | -------------------- |
| Hauptstraße 9 (Standort)  | Katholische Pfarrkirche Mariä Namen | neubarocker Saalbau mit eingezogenem Chor und Südturm, 1885, Turmunterbau älter; mit Ausstattung                                                    | D-2-71-127-1 Wikidata  | weitere Bilder       |
| Hauptstraße 39 (Standort) | Ehemaliges Schulhaus                | zweigeschossiger hakenförmiger Walmdachbau in Jugendstilformen, bezeichnet 1907; Wirtschaftsgebäude, erdgeschossiger Fachwerkbau mit Walmdach, 1907 | D-2-71-127-24 Wikidata | Ehemaliges Schulhaus |

### Degelreit
| Lage                  | Objekt      | Beschreibung                                          | Akten-Nr.             | Bild |
| --------------------- | ----------- | ----------------------------------------------------- | --------------------- | ---- |
| Pointäcker (Standort) | Feldkapelle | kleiner Satteldachbau mit Totenbrett, 19. Jahrhundert | D-2-71-127-2 Wikidata | BW   |

### Gschwendt
| Lage                   | Objekt     | Beschreibung | Akten-Nr.             | Bild |
| ---------------------- | ---------- | --- | --------------------- | ---- |
| Gschwendt 8 (Standort) | Bauernhaus | Flachsatteldachbau mit teilweise verschindeltem Blockbau-Obergeschoss und zwei giebelseitigen Schroten, zweite Hälfte 18. Jahrhundert | D-2-71-127-5 Wikidata | BW   |

### Handlab
| Lage                  | Objekt                                     | Beschreibung | Akten-Nr.             | Bild           |
| --------------------- | ------------------------------------------ | --- | --------------------- | -------------- |
| Handlab 21 (Standort) | Bildstöcke                                 | zwei barocke Granitsäulen mit laternenförmigen Aufsätzen, Ende 17. Jahrhundert                                   | D-2-71-127-7 Wikidata | Bildstöcke     |
| Handlab 21 (Standort) | Katholische Wallfahrtskirche Mariä Krönung | kleiner Barockbau mit Polygonalchor, Zwiebel-Dachreiter, gedecktem Umgang und Außenkanzel, 1644; mit Ausstattung | D-2-71-127-6 Wikidata | weitere Bilder |

### Reit
| Lage              | Objekt     | Beschreibung                                                                                           | Akten-Nr.              | Bild |
| ----------------- | ---------- | --- | ---------------------- | ---- |
| Reit 2 (Standort) | Bauernhaus | zweigeschossiger Blockbau mit Flachsatteldach und zwei giebelseitigen Balkonen, Anfang 19. Jahrhundert | D-2-71-127-13 Wikidata | BW   |

### Schöllnstein
| Lage                                        | Objekt                                     | Beschreibung                                                                                              | Akten-Nr.              | Bild                  |
| ------------------------------------------- | ------------------------------------------ | --- | ---------------------- | --------------------- |
| Schöllnstein 9 (Standort)                   | Ehemaliges Bauernhaus                      | Flachsatteldachbau mit Blockbau-Obergeschoss und Trauf- sowie Giebelschrot, zweite Hälfte 18. Jahrhundert | D-2-71-127-17 Wikidata | Ehemaliges Bauernhaus |
| Schöllnstein 30; Schöllnstein 42 (Standort) | Burgruine Schöllnstein                     | Bruchsteinaußenmauern mit Gewölberesten, Mitte 15. Jahrhundert                                            | D-2-71-127-15 Wikidata | weitere Bilder        |
| Schöllnstein 39 (Standort)                  | Katholische Filialkirche Mariä Himmelfahrt | barocker Zentralbau mit Zwiebel-Dachreiter, 1762, 1901 nach Westen verlängert; mit Ausstattung            | D-2-71-127-14 Wikidata | weitere Bilder        |
| Schöllnstein 47 (Standort)                  | Kleinbauernhaus                            | Flachsatteldachbau mit Blockbau-Obergeschoss, erste Hälfte 19. Jahrhundert                                | D-2-71-127-16 Wikidata | Kleinbauernhaus       |

### Sieberding
| Lage                       | Objekt  | Beschreibung                                                                              | Akten-Nr.              | Bild |
| -------------------------- | ------- | ----------------------------------------------------------------------------------------- | ---------------------- | ---- |
| Nähe Sieberding (Standort) | Kapelle | Walmdachbau mit hölzernem Vorbau und Totenbretter, Mitte 19. Jahrhundert; mit Ausstattung | D-2-71-127-21 Wikidata | BW   |